# Jupp Derwall
Jupp Derwall, all'anagrafe Josef Derwall (Würselen, 10 marzo 1927 – Sankt Ingbert, 26 giugno 2007), è stato un allenatore di calcio e calciatore tedesco.
Derwall allenò la nazionale di calcio della Germania Ovest dal 1978 al 1984, vincendo il campionato europeo del 1980 e raggiungendo la finale del campionato mondiale del 1982.

## Carriera

### Giocatore

#### Club
Come calciatore, Derwall giocò per il Cloppenburg (1949), il Rhenania Würselen, l'Alemannia Aachen ed il Fortuna Düsseldorf. Con l'Alemannia raggiunse nel 1953 la finale della coppa di Germania, persa poi contro il Rot-Weiss Essen per 2-1; fu suo l'unico gol dei gialloneri.

#### Nazionale
Nel 1954 giocò due partite con la maglia della Nazionale, dopo che questa aveva vinto il Mondiale in Svizzera. Nella prima partita vestì la maglia numero 10, precedentemente indossata da Fritz Walter.

### Allenatore

#### Club
La sua carriera da allenatore iniziò nel 1959 col Bienne, in Svizzera, dopo aver frequentato la scuola per gli allenatori a Magglingen. Nella stagione 1959-1960 portò la squadra al secondo posto in campionato, ad un passo dal titolo e, un anno più tardi, raggiunse la finale di Coppa Svizzera, poi persa contro il La Chaux-de-Fonds. Nella stagione 1961-1962 passò allo Sciaffusa, ma nello stesso anno tornò in Germania, nella sua ex-squadra, il Fortuna Düsseldorf.
Durante le Olimpiadi del 1972 allenò la Nazionale ospitante, con giocatori come Ottmar Hitzfeld e Uli Hoeneß, futuro campione del mondo nel 1974. L'esperienza non fu fortunata, in quanto la squadra perse contro l'Ungheria e contro i "cugini" dell'Est.

#### Nazionale
Dopo il campionato mondiale del 1978, Derwall assunse la guida della nazionale maggiore della Germania Ovest, sostituendo Helmut Schön, per il quale aveva lavorato come assistente. Schön aveva, già prima del mondiale, dichiarato che avrebbe lasciato la panchina della Germania Ovest. Nel primo periodo alla guida della compagine tedesca, Derwall registrò un record, quello del maggior numero di partite giocate senza una sconfitta (23), oltre al record del maggior numero di vittorie consecutive (12).
I maggiori successi di Derwall come commissario tecnico della nazionale tedesca sono stati la vittoria del campionato europeo di calcio 1980, disputatosi in Italia, e il secondo posto al campionato mondiale di calcio 1982, tenutosi in Spagna, nel quale la sua nazionale perse la finale contro l'Italia di Enzo Bearzot.
Fu inoltre colui che scelse i giocatori della selezione europea nella gara contro la nazionale italiana disputata il 25 febbraio 1981 a Roma, organizzata per raccogliere fondi per le vittime del terremoto dell'Irpinia del 1980 (gara che si concluse con la vittoria per 3-0 della selezione europea).

## La morte
Da tempo malato per patologie cardiache, morì colto da infarto il 26 giugno 2007.

## Palmarès

### Allenatore

#### Club
- Campionato turco: 2

Galatasaray: 1986-1987, 1987-1988

#### Nazionale
- Campionato d'Europa: 1

Germania Ovest: 1980